# 信任邊界
信任邊界（Trust boundary）是计算机科学和计算机安全的詞語，是指程式資料或是執行的程式在某一個邊界變更了信任程度，或是二個不同信任程度的系統交換資料或是指令的地方，此詞語是指某一個明確的邊界，系統在邊界內的所有子系統都同樣可信的情形。信任邊界內是可以信任的，而信任邊界外，則不可以信任。像某一個應用程式獲得了較高的特权（例如超级用户），就是一個程式信任邊界的例子。資料信任邊界是指資料從不可信任來源（例如網路插座或是使用者輸入）進入系統的位置。
信任邊界違規（trust boundary violation）是指软件所收到的資料在進入邊界前沒有被驗證，但軟件信任該資料的漏洞。
現今的網路系統複雜，因此會造成信任邊界的不明，零信任安全模型對任何的資料存取都不信任，避免了信任邊界不明造成的問題。